# 베네수엘라저지대토끼
베네수엘라저지대토끼 또는 바리나스야생토끼(Sylvilagus varynaensis)는 베네수엘라 서부 지역에서 발견되는 솜꼬리토끼의 일종이다. 먹이는 주로 공단풀속 식물이다. 야노스 생태지역의 건조활엽수림에 가까운 저지대 사바나 지역에서 발견된다. 남아메리카에서 발견되는 3종의 토끼 중에서 가장 크다. 꼬리를 제외한 몸길이는 약 44cm이고 암컷이 수컷보다 약간 크다. 한 해의 약 3/4 이상 동안 번식을 하며, 주로 9월과 12월 사이에 한 번에 평균 2.6마리의 새끼를 낳는다. 임신 기간은 35일이다. 삼림 벌채와 농경지 개간으로 인한 서식지 파괴와 가축 방목, 사냥으로 위협을 받는 것으로 추정된다.